# Mattiastrum bungei
Mattiastrum bungei là loài thực vật có hoa trong họ Mồ hôi. Loài này được (Boiss.) Rech. f. & Riedl mô tả khoa học đầu tiên năm 1963.